# 日本プロドラコン協会
一般社団法人日本プロドラコン協会（にほんプロドラコンきょうかい）は、日本の男女ドラコンプロを統括する一般社団法人。略称はJPDA（Japan Pro Dracon Association。

## 概要
2014年6月4日に設立された社団法人組織となる。プロドラコンツアーという新しいトーナメントを開催し、様々な活動を行っている。

ドラコンプロ認定・ドラコンイベント開催などを行うJPDAでは、培った飛距離アップノウハウやギア開発などを通じて、日本のゴルファーの飛距離アップを目指している。

業務としてはドラコンツアープロ認定、ヘッドスピードトレーナー認定、ドラコン大会の企画・運営、プロアマスクランブルゴルフ企画・運営、飛距離アップレッスン企画・運営、イベントドラコンプロ派遣と運営を行っている。

2021年度から、プロアマスクランブルゴルフを青空ゴルフと名称変更を行った。 青空ゴルフは、プロアマゴルフ（スクランブル・ベストボール形式）、アマチュアドラコン選手権、プロドラコンツアー、スナッグゴルフなど、飛距離の醍醐味をより味わえるイベントとして強化している。
JPDA認定資格
- ツアープロ（TP）
- ヘッドスピードトレーナー（HST）